# Wolven op het werelddak
Wolven op het werelddak is de Nederlandse titel van het het vierde stripverhaal van Aymone. Het is het vervolg op het vorige verhaal In de tijd verbannen en het verhaal wordt vervolgd in het vijfde deel In de sneeuw gegijzeld. Deze Belgische stripreeks is geschreven door Jean-Marie Brouyère en getekend door striptekenaar Renaud. Het verhaal verscheen voor het eerst in 1976 in het stripblad Robbedoes nr. 2000 t/m nr. 2015 en in de Franstalige equivalent Spirou. Het verhaal is tot op heden niet in albumvorm verschenen.

## Verhaal
In 1990 is Lhasa een bruisende, dynamische stad. Grote bevolkingsgroepen zijn naar Tibet getrokken. Tibet is een autonome staat binnen de Chinese republiek, maar niet zelfstandig. Er woedt een ongenadige strijd in Tibet. Gouverneur Guring is de lokale machthebber. Commissaris Su, de afgezante van Peking, en gezonden door de Verboden Stad, is er niet in geslaagd Guring te beletten een bloedige opstand te ontketenen en zijn gebied zelfstandig te maken. De troepen die de centrale regering trouw zijn gebleven, delven het onderspit tegen Guring, zijn militie en het nieuwe volk, dat de onafhankelijkheid voor zich opeist. Daarentegen verzetten zich de Khamba's, de erfgenamen van het oude lamaïstische Tibet. Onder het bevel van de "wolvin" Khapierdorje voeren ze een vertwijfelde guerrilla, waarvoor sommige vreemde mogendheden hun wapens leveren. Guring wil Lhasa uit de Chinese invloedssfeer halen. Hij zal handelen op de dag van een groot feest : Het feest van het Aardvarken. Intussen is na een ontploffing, de explosie van de berg Towang in een afgelegen dal, een Amerikaans commando gearriveerd in de buurt van Lhasa.
Aymone zit opgesloten in de Potala, het vroegere paleis van de gereïncarneerde Dalai lama. Het is de verblijfplaats van gouverneur Guring. Hij wil Aymone dwingen om zijn vrouw te worden. Aymone voelt zich wanhopig en machteloos. Haar bediende Yling spreekt haar moed in. Ze geeft Aymone ook de raad om niet te proberen het noodlot naar haar hand te zetten, maar om vertrouwen te hebben in een ommekeer. Het Amerikaanse commandogroepje onder leiding van Bob en de Gravin gaan proberen om Aymone te bevrijden. Zij werken samen met de Khamba's en leren hen om moderne wapens te gebruiken. De gravin vertrouwd Kaïm, de assistent van Khapierdorje, niet en beschuldigd hem ervan persoonlijk belang bij Aymone's bevrijding te hebben. Uiteindelijk gaan ze tot de aanval over op het feest van het Aardvarken. In de Potala proberen Aymone en Yling om bij het verblijf van Karik te komen. Hij zit ergens anders in het paleis opgesloten. Nadat ze een van de wachtposten hebben neergeslagen vinden ze hem terug. Karik verteld dat niemand zijn verhaal gelooft over de Buitentijdsbel en Aymone's verbanning in de tijd.
Intussen stoten Gurings mannen op Chinese troepen. Bij de Turkooise brug is een Chinese eenheid erin geslaagd zich te hergroeperen en Gurings voorste eenheden terug te werpen. De Amerikanen en de Khamba's wachten het geschikte moment af. Ze omsingelen het paleis. Commissaris Su begeeft zich naar de trouw gebleven Chinese troepen die tegen Guring slag leveren bij de Turkooise brug. Aymone en Karik verlaten de vertrekken van Guring zodra ze de eerste schoten horen, om hun bondgenoten tegemoet te gaan. Het Amerikaanse commando heeft Aymone gevonden en bevrijden haar uit de klauwen van Guring. Bij de gevechten in het paleis komt Karik om het leven. Hij wordt doodgestoken door Kaïm, die ook Aymone wil doden, maar op dat moment wordt hij door Yling neergeschoten. De Khamba's zetten de strijd in de stad voort. De Amerikanen ontsnappen in een auto met Aymone en gaan op weg naar de grens.